# Museo Isabella Stewart Gardner
 El Museo Isabella Stewart Gardner (en inglés, Isabella Stewart Gardner Museum) es un museo situado en Boston (Massachusetts, Estados Unidos) con una colección de más de 2500 obras de arte europeo, asiático y americano, incluyendo pinturas, esculturas, tapices, mobiliario y demás artes decorativas. Se fundó con la colección privada de la dama de igual nombre, en la mansión llamada Fenway Court, que era su residencia habitual. El museo también alberga exposiciones temporales de arte histórico y contemporáneo, faceta que está cobrando mayor auge a partir de 2012 gracias a la inauguración de nuevos edificios anexos diseñados por Renzo Piano.
Este museo es tristemente famoso por un robo sufrido en 1990, en el que perdió algunas de sus pinturas más valiosas, entre ellas, obras de Vermeer, Rembrandt y Manet. Este caso sigue sin resolverse y es considerado el más grave en cuanto a materia artística por el FBI.

## Isabella Stewart Gardner: de aventurera a mecenas

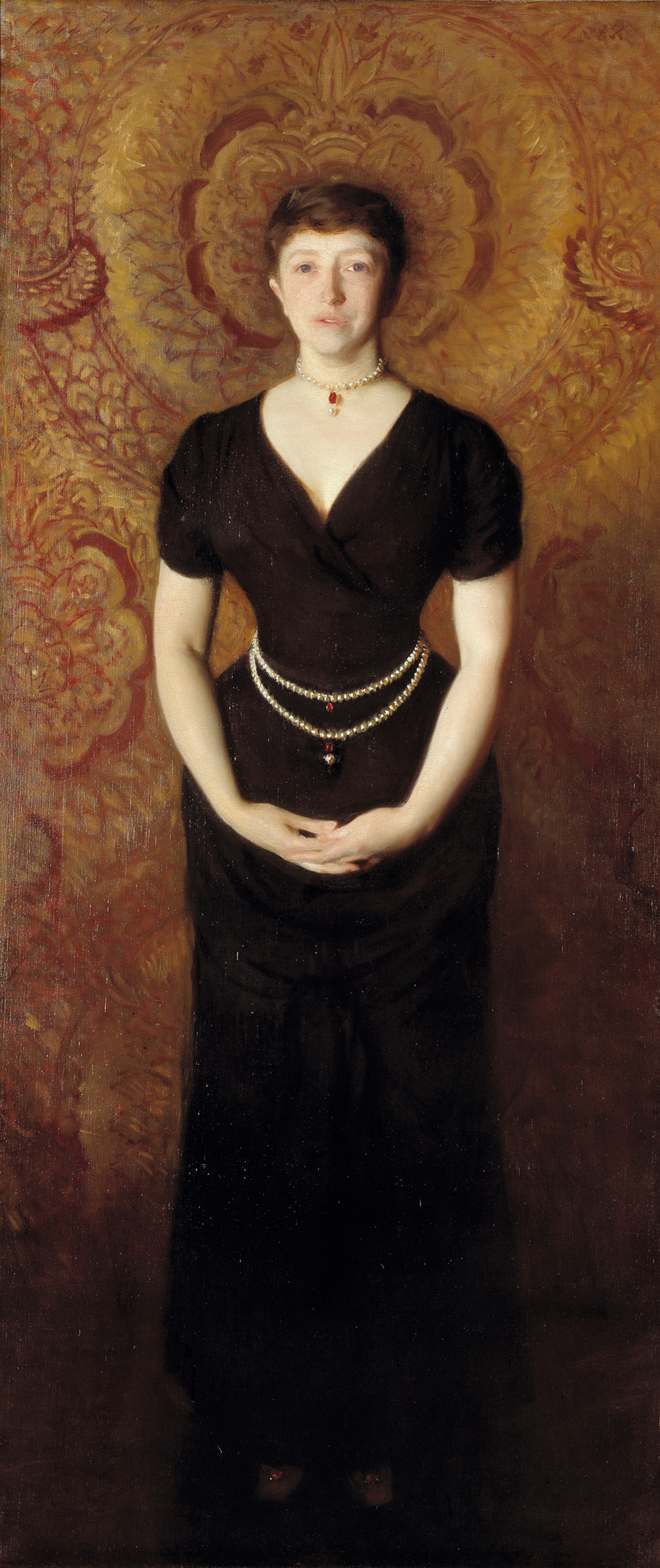
Retrato de Isabella Stewart Gardner, de John Singer Sargent (1888). El retrato se conserva en el aquí citado museo.

Isabella Stewart Gardner (Nueva York, 1840 – Boston, 1924) fue una coleccionista de arte, filántropa y patrona de las artes americana. Era miembro de una familia acaudalada de origen irlandés, que presumía de proceder del linaje Estuardo; su padre, David Stewart, comerciaba con lino.
Tuvo una esmerada educación y muy joven viajó por América, Europa y Asia. Su primer viaje fue en 1874 con su marido Jack Gardner; la pareja visitó Oriente Próximo, Europa Central y París. A Isabella le fascinó en especial Venecia; su gran fortuna le permitió vivir allí cómodamente. Su estancia habitual era el Palazzo Barbaro, un centro artístico donde mantuvo una activa vida social con artistas y vividores. El matrimonio Gardner provocaba suspicacias en la sociedad victoriana por sus costumbres excéntricas y su gusto por la aventura.
Isabella se inició en el coleccionismo tras acudir a unas charlas literarias. Le interesó la figura de Dante y empezó a comprar ediciones selectas de este escritor. Posteriormente, en sus viajes por Europa, se aficionó al arte y a las antigüedades, tanto europeas como islámicas. Su primera compra fue, ni más ni menos, que El Concierto de Johannes Vermeer, que adquirió en París en 1892, logrando superar a la National Gallery de Londres y al Louvre de París.
Su éxito como coleccionista de pintura se debe en gran medida al historiador Bernard Berenson, quien a principios del siglo XX puso de moda el Renacimiento entre los millonarios estadounidenses y ejerció de marchante para muchos de ellos. De manera a veces discutible, Berenson verificaba la autenticidad de las obras de arte, lo que le permitió a él mismo vivir como un magnate. Berenson animó a Isabella a efectuar ciertas compras, pero siempre teniendo ella la última palabra; y al contrario que otros coleccionistas, que acumulaban arte como simple inversión, elegía las obras según su gusto personal. El grueso de las colecciones de pintura se formó en muy pocos años gracias al extraordinario caudal económico disponible: en 1896 Isabella había heredado de su padre 1,6 millones de dólares, una fortuna entonces fabulosa (el cuadro de Vermeer había costado «solo» 5.000 dólares). Siete años después, cuando el museo se estableció (1903), la tarea de recolección ya se había culminado con notables éxitos.
En 2002, se rodó un telefilme sobre Isabella y Berenson: Stolen, que combinaba pasado y presente aludiendo tanto a la vida de Isabella como al robo de 1990. Los papeles principales fueron interpretados por Blythe Danner y Campbell Scott.

## Venecia en Boston

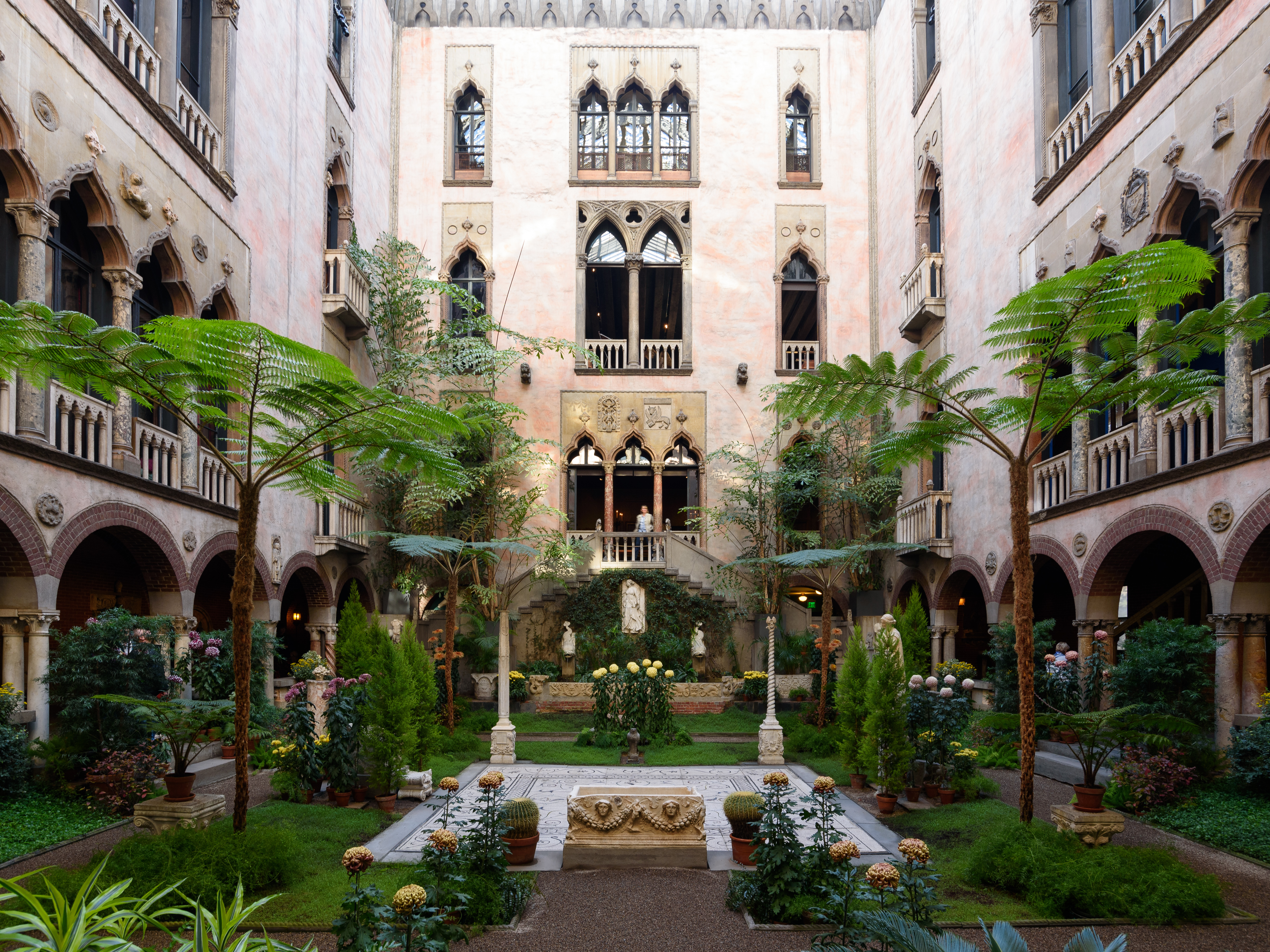
Patio interior del museo, una característica muy especial del edificio, en 2016.

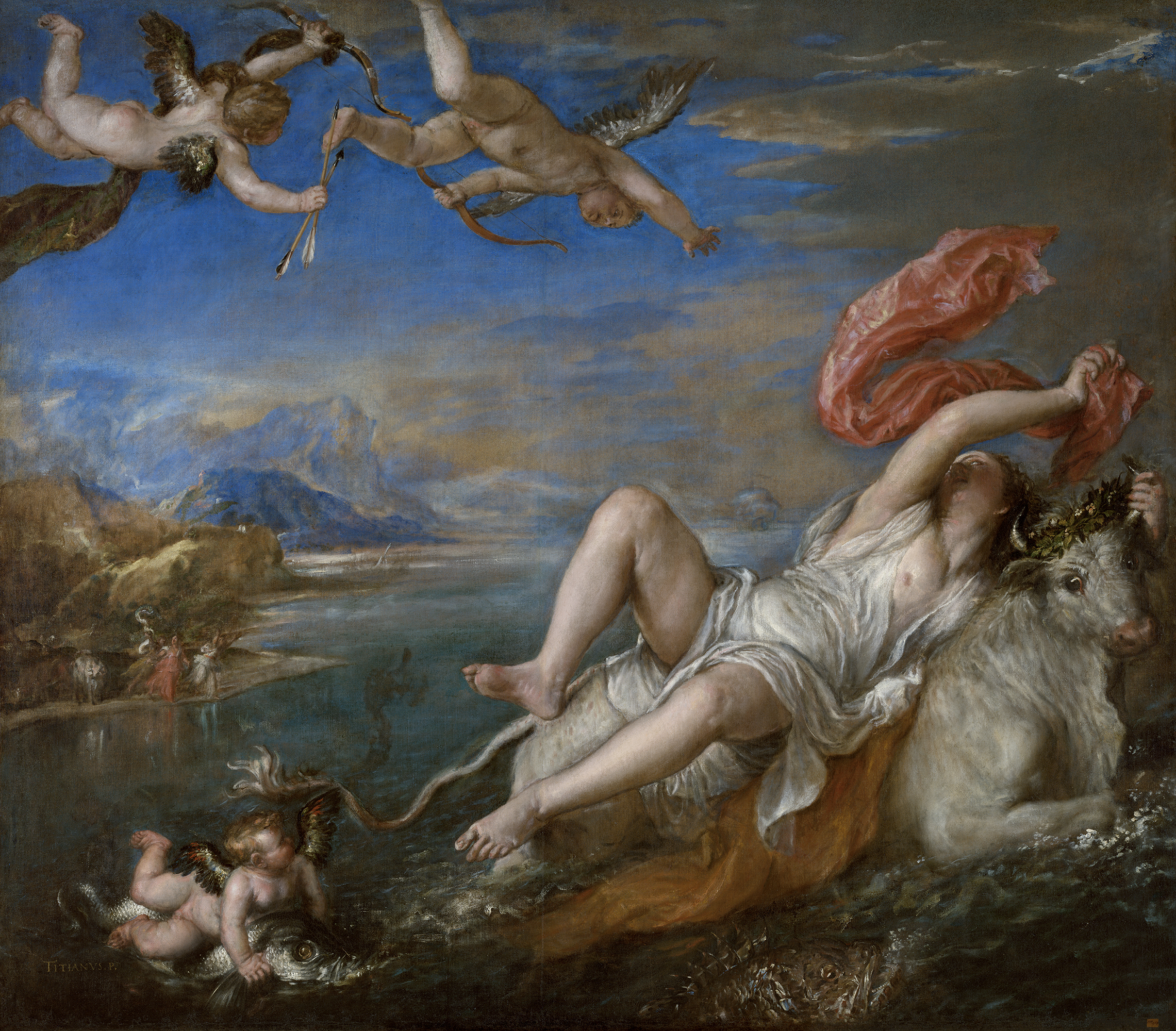
El rapto de Europa, de Tiziano, la principal joya del museo y el mejor cuadro de dicho artista en todo el continente americano. Acaso por su gran tamaño, se salvó del robo de 1990.

Para el diseño de su mansión de Boston (llamada Fenway Court) Isabella contrató al arquitecto Willard T. Sears. Era un edificio diseñado para evocar un palacio renacentista de Venecia: de acuerdo a la moda de entonces se adosaron numerosos fragmentos arquitectónicos de estructuras góticas y renacentistas procedentes de Europa. 
Los elementos antiguos se unieron sin problemas con el diseño de un edificio de principios del siglo XX. Se diseñaron baldosas especiales para los suelos, hormigón moderno se usó en algunos de los elementos estructurales y antiguos capiteles se colocaron en lo alto de columnas modernas. El patio interior ajardinado está cubierto por un techo de cristal, con una estructura de apoyo de acero. La simbiosis entre partes antiguas y modernas es tal, que mucha gente piensa que todas ellas son de la misma época y ya originariamente de un mismo edificio. Fenway Court fue punto de encuentro de personajes ilustres, como el escritor Henry James.
A fin de albergar exposiciones temporales y dar una mejor atención al público, el museo emprendió obras de ampliación en 2004 según diseños de Renzo Piano y con un presupuesto de 118 millones de dólares. Estas obras, que incluyeron la construcción de una nueva zona de acceso, no han modificado el edificio original: consisten en nuevos edificios anexos, erigidos en vidrio y metal con líneas minimalistas. Los trabajos concluyeron a finales de 2011 y tras un breve cierre para ultimar detalles, el museo ya ampliado se reabrió el 12 de enero de 2012.

## Valiosas colecciones

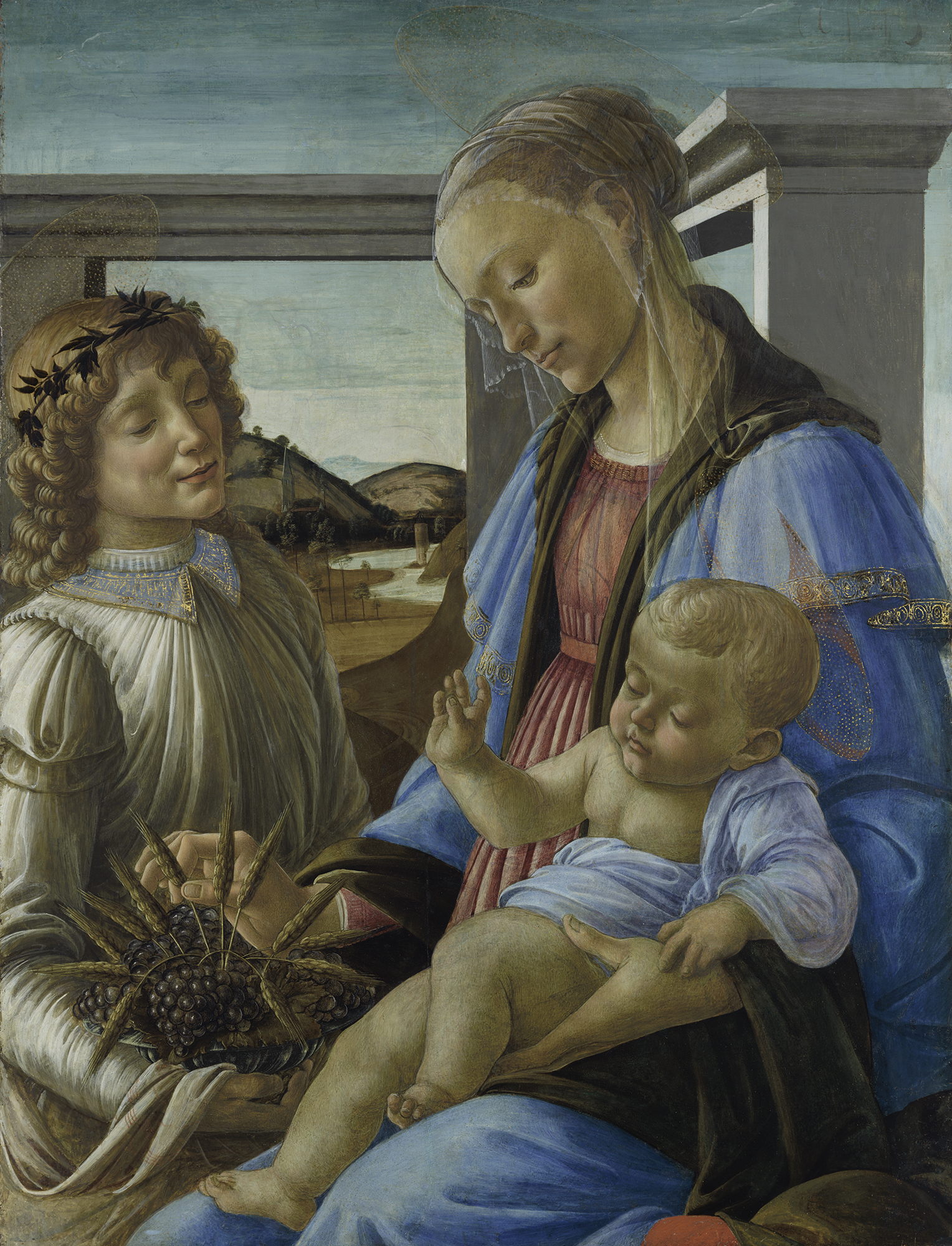
Virgen de la Eucaristía, de Botticelli.

El museo tiene una colección no muy extensa pero de sobresaliente calidad, que incluye pintura, escultura, mobiliario, tejidos, cerámicas, láminas, dibujos, manuscritos, libros raros, joyería y biombos japoneses. Es particularmente rico en pintura renacentista italiana así como en obras del siglo XIX, con variados ejemplos de Sargent (como el cuadro de tema español El jaleo) y Whistler. El primer cuadro de Matisse que llegó a una colección estadounidense se encuentra aquí.

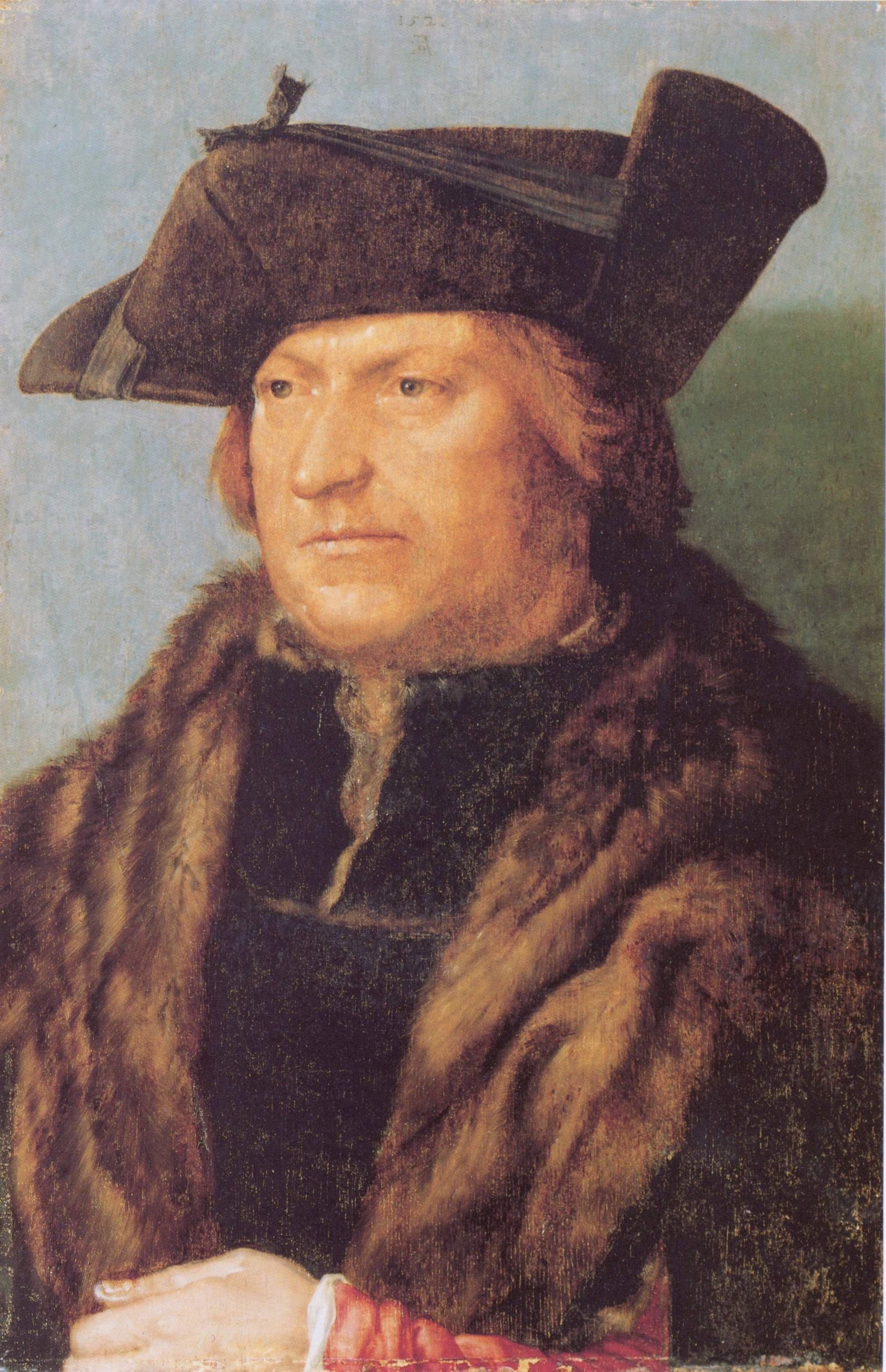
Retrato de don Rodrigo de Almada, por Durero.

De acuerdo a los consejos de Berenson, la pintura italiana medieval y del Renacimiento tiene el protagonismo, con originales de Giotto, Fra Angelico, una famosa Virgen de la Eucaristía de Botticelli, un políptico de Simone Martini, Hércules de Piero della Francesca, un retrato femenino de Paolo Uccello y especialmente dos obras importantes de Rafael: Retrato de Tommaso Inghirami y una Piedad de su etapa juvenil. Destacan también un Autorretrato de cuerpo entero de Baccio Bandinelli y un fresco de Giorgio Vasari (Músicos).
Otros artistas italianos representados son Giovanni di Paolo, Carlo Crivelli, Cosimo Tura, Francesco Pesellino, Andrea Mantegna, Pinturicchio, Giovanni Bellini, Francesco Francia, Paris Bordone, Giovanni Battista Moroni, Tintoretto, Paolo Veronese (el gran lienzo La coronación de Hebe), Sofonisba Anguissola y Giovanni Domenico Tiepolo. También se exhibe Cristo entregando las llaves a san Pedro de Vincenzo Catena, tema del que hay otra versión (sin fondo de paisaje) en el Museo del Prado.
Mención aparte merece El rapto de Europa de Tiziano, una de las seis poesías pintadas por encargo de Felipe II y que se considera el mejor ejemplo de dicho artista en todo el continente americano. Se compró con asesoramiento de Berenson, al igual que otras 70 obras de la colección. En una ocasión excepcional y difícilmente repetible, en 2020-2021 El rapto de Europa y las restantes cinco poesías tizianescas se reunieron en una exposición con tres sedes: National Gallery de Londres, Museo del Prado de Madrid e Isabella Stewart Gardner Museum de Boston; la muestra del Prado se complementó con más obras de diversos maestros.
También entrañan especial interés varias obras españolas, como la gran tabla de Santa Engracia, de Bartolomé Bermejo (seguramente su mejor pintura fuera de España) y un San Miguel Arcángel de Pedro García de Benavarre. La colección posee así mismo un Retrato de juez de cuerpo entero pintado por Zurbarán, una Virgen de la Merced del taller del mismo artista, y dos ejemplos velazqueños: Retrato de Felipe IV, copia del taller de Velázquez del existente en el Prado, y una copia antigua y posiblemente salida también del taller del pintor del Retrato de Inocencio X en busto, semejante al conservado en la mansión Apsley House de Londres. También se conserva aquí una buena copia del famoso Retrato de Maria Tudor de Antonio Moro, cuyo original se exhibe en el Prado de Madrid.

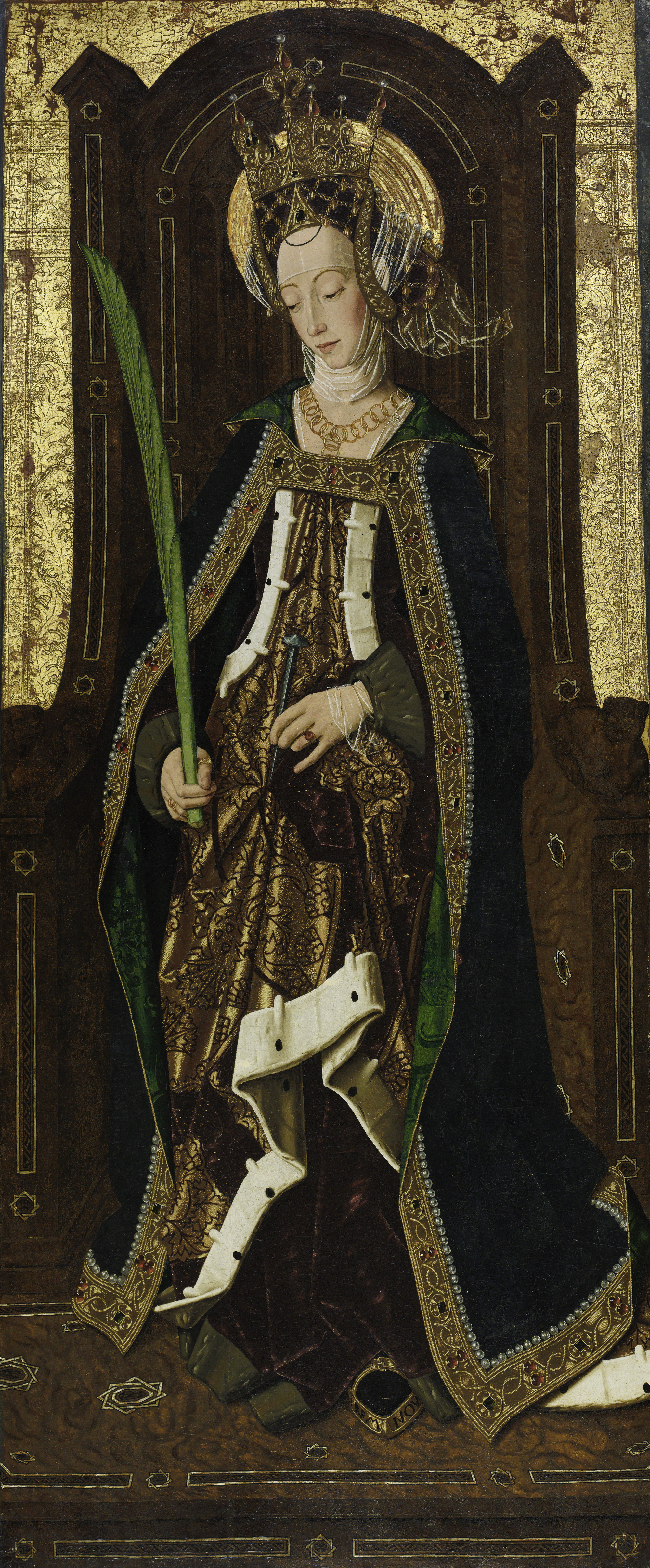
Santa Engracia, de Bartolomé Bermejo.

Los pintores del centro y norte de Europa cuentan con ejemplos de fama mundial, como Retrato de don Rodrigo de Almada de Durero, una pareja de retratos de Hans Holbein el Joven (Sir William Butts, médico de Enrique VIII y su esposa), Retrato de Thomas Howard con armadura de Rubens y un Autorretrato de Rembrandt, de 1629. Este autor contaba en el museo con más ejemplos valiosos, pero fueron sustraídos en 1990: Tempestad en el mar de Galilea, el retrato de una pareja holandesa y un autorretrato grabado al aguafuerte. En dicho robo se perdieron también el Concierto de Vermeer y un paisaje de Govert Flinck. La página web del museo no incluye dichas obras en el repertorio de la colección, pero alude al robo y a las investigaciones que a día de hoy se mantienen irresueltas.
El arte de los siglos XIX y XX cuenta con ejemplos valiosos, de Manet, Degas, Matisse y un curioso Retrato de Isabella Stewart en Venecia pintado por Anders Zorn.
El museo cuenta además con importantes dibujos, de Filippino Lippi, Miguel Ángel (una famosa Piedad para Vittoria Colonna), Joseph Mallord William Turner y Matisse. También posee escultura grecorromana, mosaicos romanos, azulejos y manuscritos árabes, etc. 
En cuanto a la escultura del Renacimiento, sobresale el Busto del banquero Altoviti de Benvenuto Cellini, en bronce. Altoviti es recordado por el bello retrato que Rafael le hizo en su juventud, con larga melena rubia (National Gallery de Washington).  
El Museo Gardner es muy admirado por la atmósfera íntima en la que sus obras de arte se muestran y por su patio acristalado lleno de flores y plantas. A fin de no desvirtuar la decoración original, muchas de las obras de arte no tienen cartelas ni rótulos explicativos. La iluminación, generalmente suave, es más propia de una casa particular que de un museo de arte; pero se está barajando mejorarla ya que a juicio de algunos visitantes, la luz resulta insuficiente para apreciar las obras, especialmente en los meses invernales. Hay una sala de conciertos con un piano, y allí se celebran conciertos la mayor parte de los domingos, desde septiembre hasta mayo.
En honor de su fundadora, el museo ofrece entrada libre y acontecimientos especiales ocasionales para cualquiera que se llame Isabella.

## Robo
En la mañana del domingo 18 de marzo de 1990, ladrones disfrazados de policías entraron en el museo y robaron trece obras de arte, incluyendo el cuadro de Vermeer El concierto y tres obras de Rembrandt (un autorretrato grabado y dos pinturas, incluyendo su única marina La tormenta en el mar de Galilea) junto con otra de Manet (Caballero en el café Tortoni), cinco dibujos de Degas, un paisaje de Govert Flinck, un objeto francés napoleónico (un remate de estandarte en forma de águila) y un vaso metálico chino. Se considera el mayor robo de obras de arte en la historia de los Estados Unidos y permanece sin resolver. El museo aún muestra los marcos vacíos de estas pinturas en sus ubicaciones originales debido a estrictas prohibiciones en el testamento de Gardner, que dejó ordenado que la colección debía mantenerse sin cambios. Los ladrones son el tema de un documental de 2005 titulado Stolen que, en una versión ligeramente diferente, ha aparecido anteriormente en Court TV.

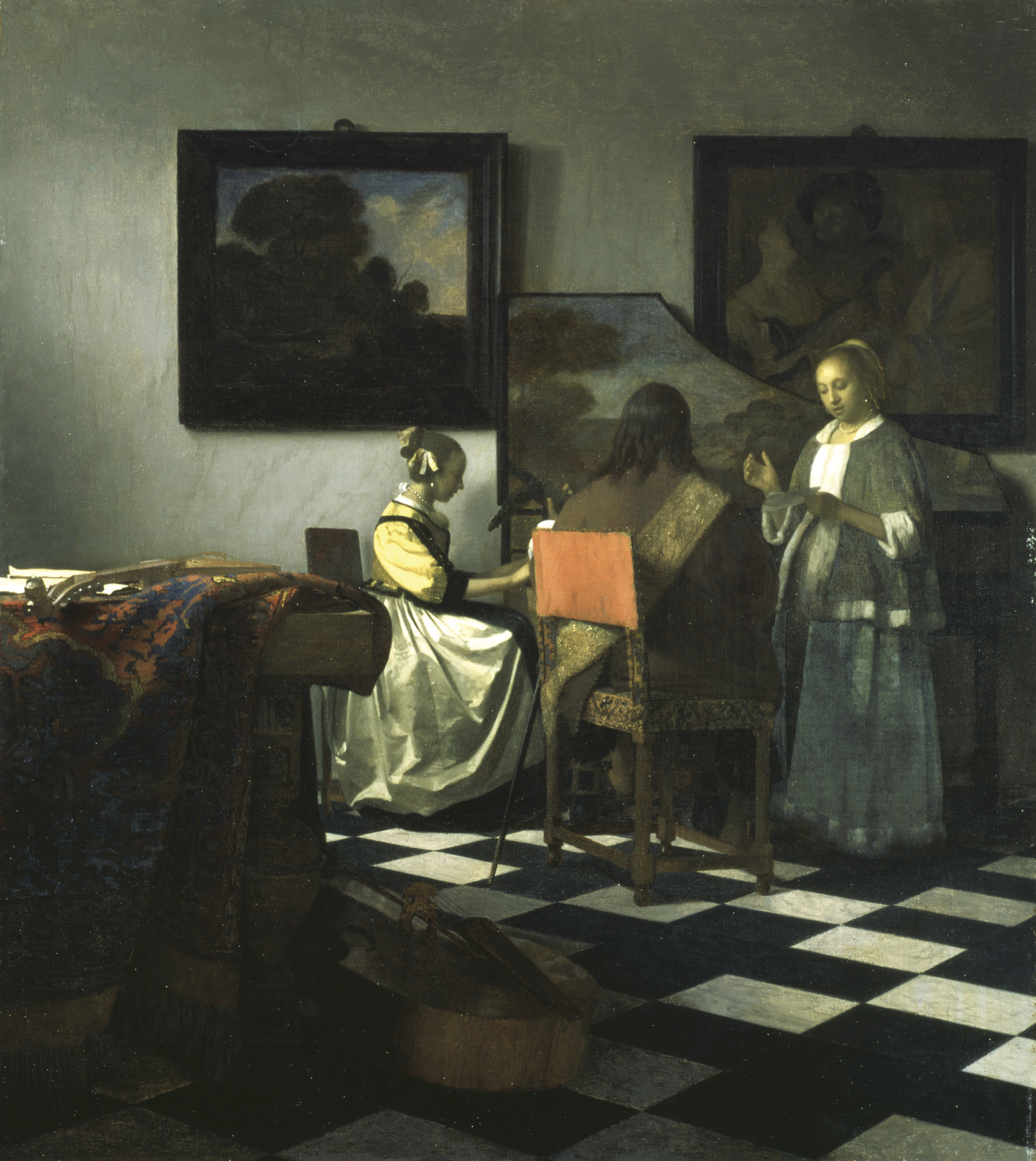
El Concierto, de Vermeer. Robado en 1990.
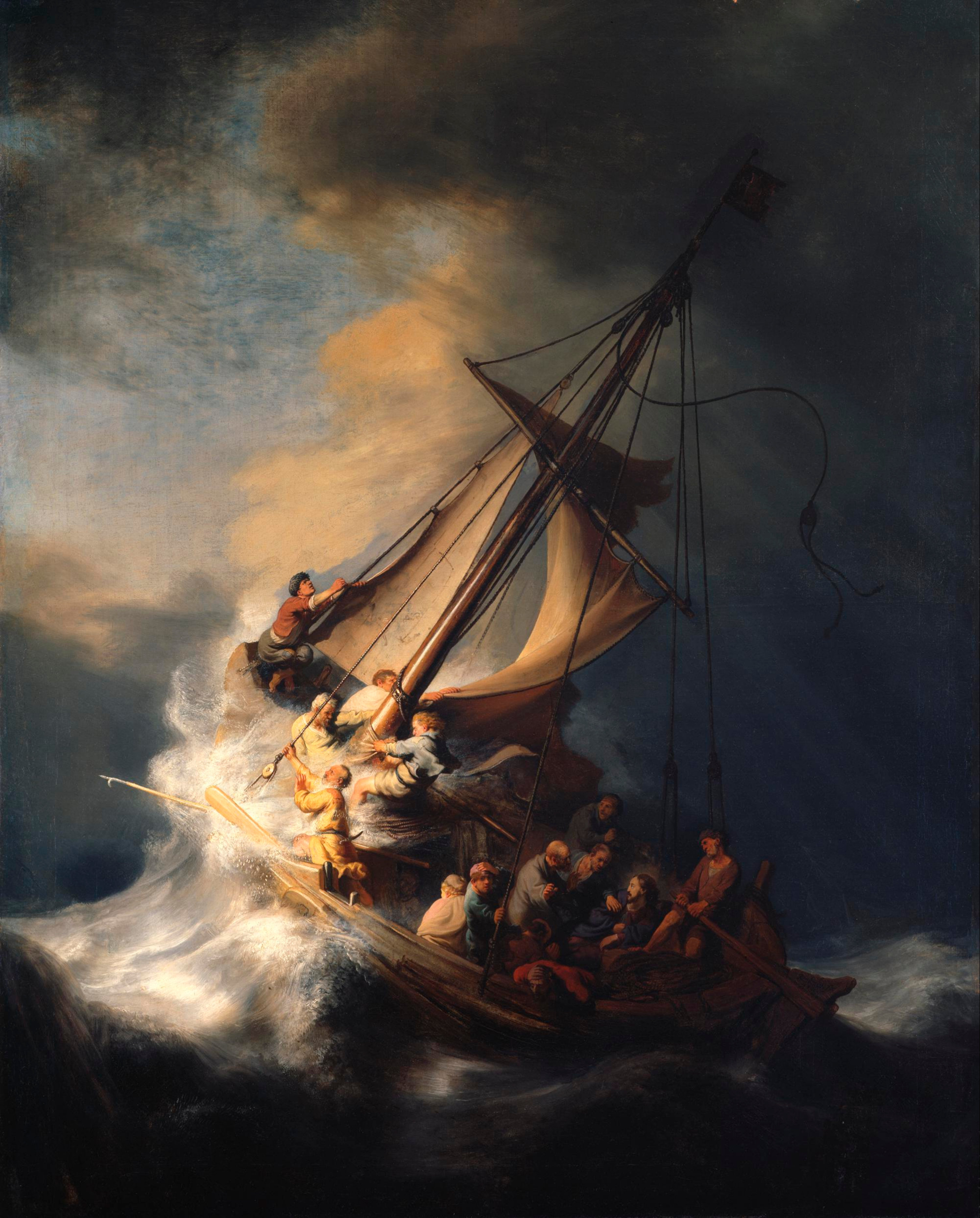
Tempestad en el mar de Galilea, de Rembrandt. Robado en 1990.
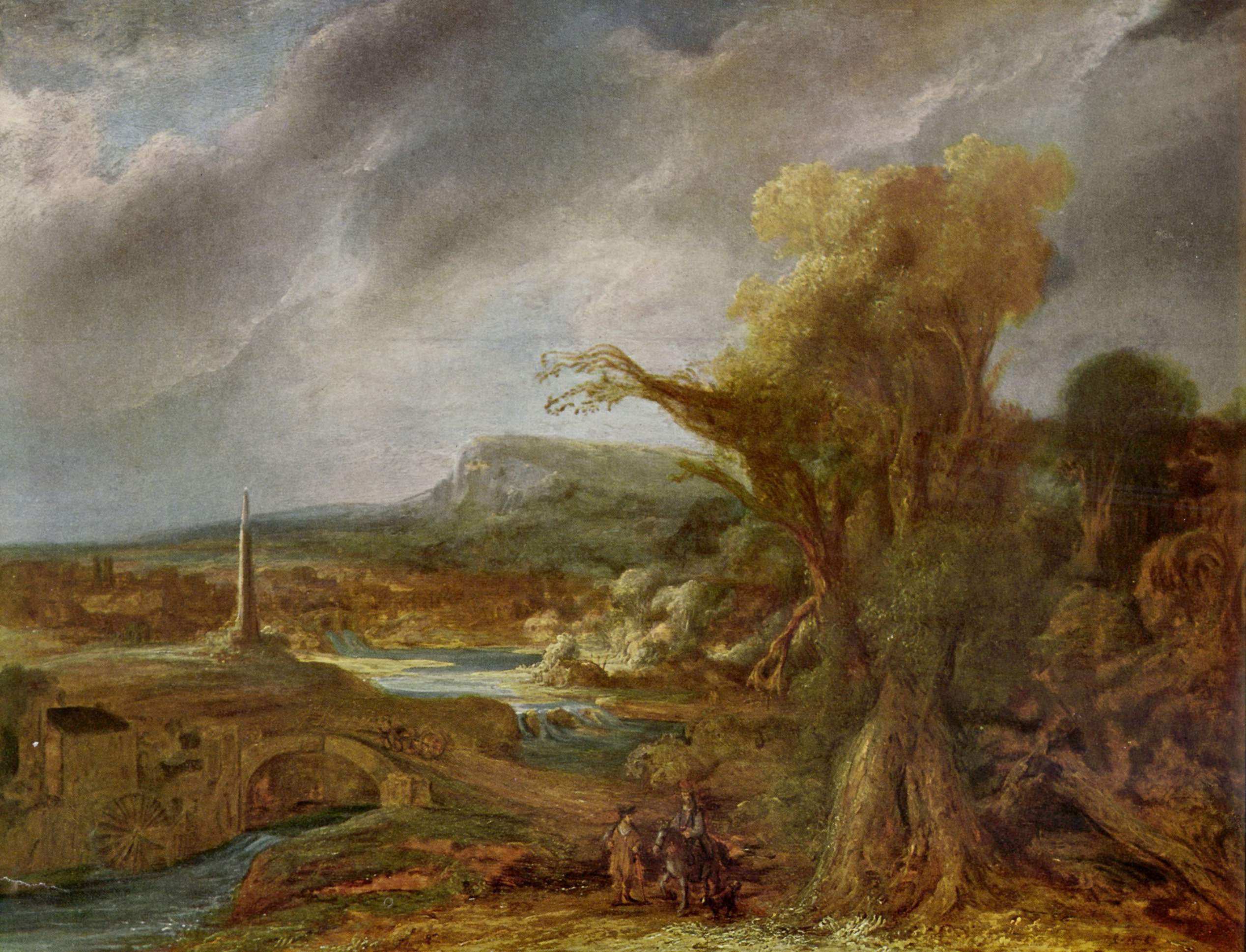
Paisaje de Govert Flinck. Robado en 1990.

En septiembre de 2004 y febrero de 2005 hubo reportajes en Variety, el Boston Herald y The Boston Globe sobre una nueva teoría sobre el robo, dado que, a principios de febrero de 2005, el FBI llevó a un tratante de arte estadounidense desde Nueva York a París para encontrarse con la Policía Nacional Francesa y seguir nuevas pistas.
Varias personas implicadas en esta teoría alegaron que la mafia de Boston perpetró el robo y luego vendieron las pinturas a tratantes europeos y coleccionistas a través de un tratante relacionado con la familia mafiosa Genovese. Fue arrestado en 1999 por el robo de un coche blindado, un robo que ni siquiera llegaron a intentar. En 2001 uno de los supuestos ladrones, David Turner, fue sentenciado a 36 años mientras que a otro, Carmello Merlino, le impusieron 47 años.
A finales de 2005, el museo contrató un nuevo director de seguridad para proteger la institución. Anthony Amore, antiguo oficial de Homeland Security que ayudó a reestructurar la seguridad en el Aeropuerto Logan después de los acontecimientos del 11 de septiembre de 2001, inmediatamente involucró a MAC Systems y General Electric para llevar a cabo una mejora grande y amplia del sistema de control de acceso a las instalaciones. Se han llevado a cabo otras mejoras para asegurar que los acontecimientos del 18 de marzo de 1990 no se repitan.

### 2017: recompensa de 10 millones de dólares
Ante los nulos progresos en el esclarecimiento del robo, en junio de 2017 el museo anunció una recompensa de 10 millones de dólares para quien encontrase las obras. Este ofrecimiento tuvo como fecha límite el 31 de diciembre de 2017.